# Maison du luth arabe

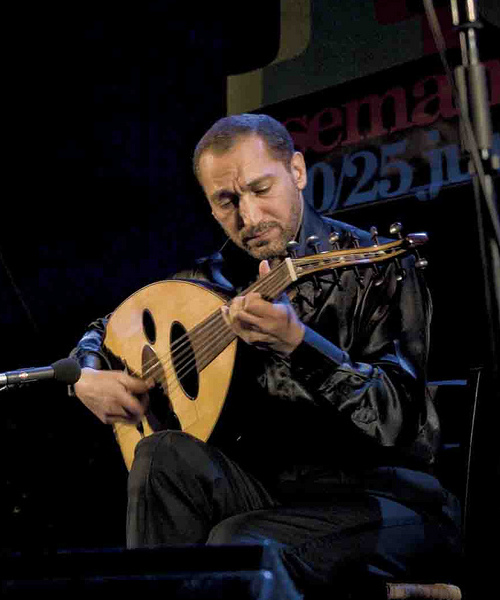
Naseer Shamma, fondateur de la Maison du luth arabe, jouant du oud.

La Maison du luth arabe est une école de oud (luth oriental). Le oud, instrument central de la musique égyptienne, a été marginalisé par l'arrivée des orchestres à l'occidentale, dans les années 1930. Sa tradition s'est maintenue grâce à des musiciens tels que Farid El Atrache, Georges Michel ou Abdo Dagher. "La création de la Maison du luth arabe du Caire marque le point d’orgue de cette reconquête en formant une nouvelle génération d’instrumentistes maghrébins et proche-orientaux", selon le magazine culturel en ligne Ustaza.

## Histoire
La maison du luth arabe a été fondée en 1999 au Caire par le joueur de oud irakien Naseer Shamma. Il s’agit de la première école entièrement consacrée à l’enseignement du oud en tant qu’instrument solo, qui est un développement de l'instrument relativement récent.
Initialement basée à l’Opéra du Caire, elle a depuis déménagé dans l’une des plus belles demeures de la vieille ville. Elle est considérée comme la meilleure école de oud du monde. Des joueurs de oud renommés, tels que le Turc Yurdal Tokcan ou le Marocain Saïd Chraibi y ont donné des stages et plusieurs des meilleurs joueurs de oud de la nouvelle génération en sont issus.
La maison du luth arabe a ouvert des branches à Abou Dabi, Alexandrie et Constantine,.

## Dans la littérature
Le roman Le Traître, de Pierre Cormon, se passe en partie à la maison du luth arabe, où elle prend le nom d'Institut du luth arabe.

## Diplômés de la maison du luth arabe et autres étudiants notables
- Nehad El Sayed (Égypte)
- Cherine Tohamy (Égypte)
- Hazem Shaheen (Égypte)
- Ghassan Youssef (Syrie)
- Dina Abdelhamid (Égypte)
- Ayman Hamed (Égypte)
- Mustafa Saïd (Égypte)
- Alaa Shaheen (Jordanie)
- Raed Antoine (Palestine)
- Abdallah Namur (Liban)
- Tarek Abdallah (Égypte)
- Alaa Medhat (Syrie)
- Mohamed Abozekry (Égypte)
- Ahmad Shamma (Irak)
- Ciwan Ali Farhan (Syrie)
- Karim Sami (Égypte)
- Ibtisam Chabaek (Égypte)
- Zuber (Irak)
- Basem Al Yousfi (Tunisie)
- Bahur Ghazi (Syrie)
- Rajaa (Syrie)
- Ilham (Libye)
- Achraf Awad (Soudan)
- Abdallah Abozekry (Égypte)
- Ramy Adly (Égypte)
- Pierre Cormon (Suisse, non diplômé)